# Per Gustafsson (journalist)

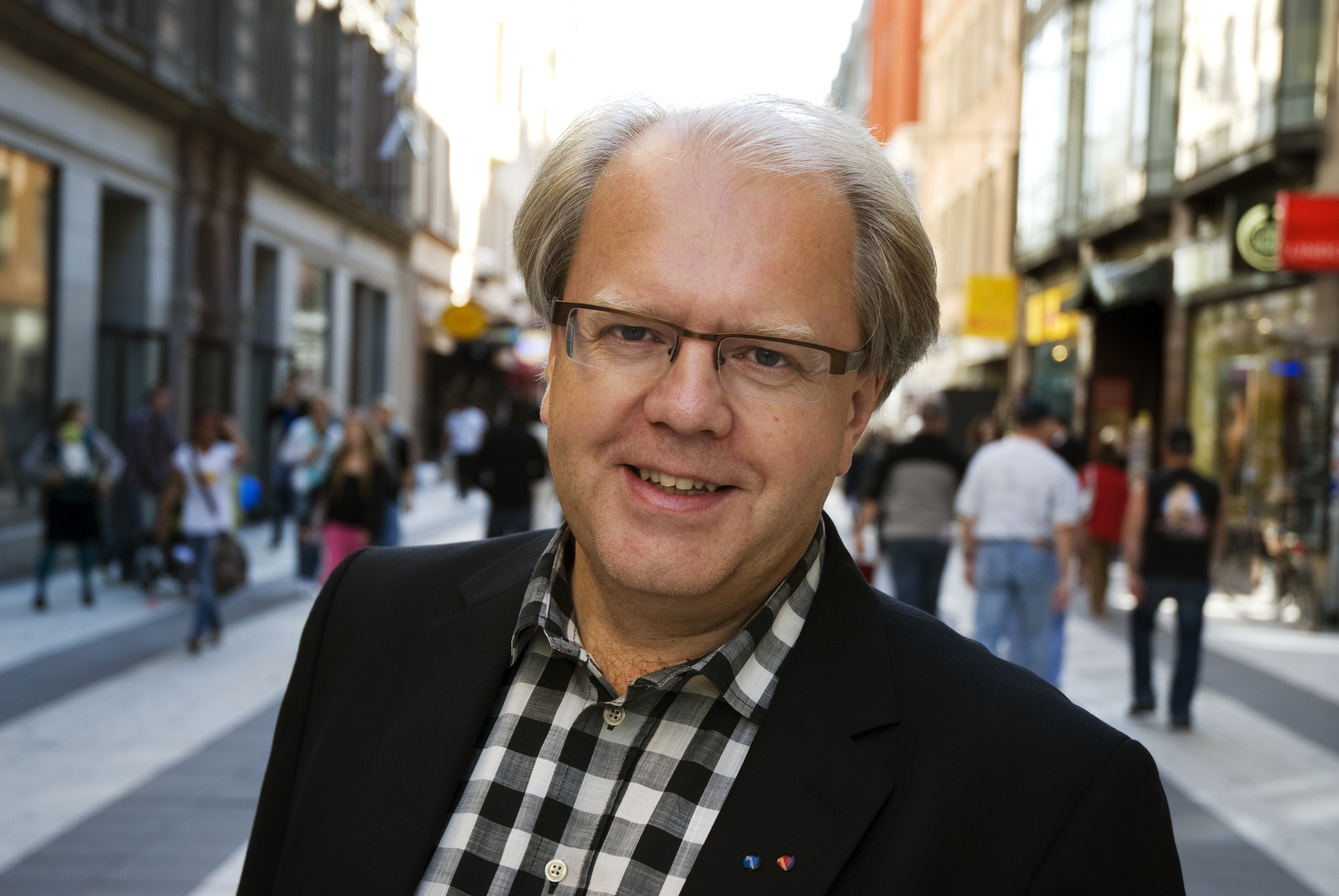
Per Gustafsson, Skara.

Per Anders Gustafsson, född 12 augusti 1956 i Händene församling i Skaraborgs län, är en svensk publicist, folkbildare och tidigare politiker. 
Per Gustafsson var från november 2014 till maj 2020 ansvarig utgivare och chefredaktör för tidningen Skaraborgsbygden. Han var åren 1996 till 2011 chefredaktör och ansvarig utgivare för tidningen Impuls. Under samma tid var han marknads- och kommunikationschef på Studieförbundet Vuxenskolan.
Åren 2012-2014 arbetade Gustafsson som koordinator på Europaparlamentet för Europaparlamentarikern Kent Johansson. 
Per Gustafsson har tidigare arbetat som allmänreporter och kommunreporter på Skövde Nyheter (1980–1981, 1986–1987). 
Per Gustafsson var 1997-2000 ledamot av den statliga demokratiutredningen SOU 2000:1 . 1988-1996 var han politisk sekreterare på Landstinget Skaraborg. 
Åren 1992-1994 var Per Gustafsson ledamot av den statliga Husläkardelegationen och åren 1996-2002 med i statliga Läkemedelsskadenämnden. Åren 1998–2006 var Per Gustafsson ersättare till Sveriges Riksdag.
1977 till 2007 var han ledamot för Centerpartiet i Skara kommunfullmäktige, och satt åren 1981 till 1996 i dess kommunstyrelse, åren 1987–1988 som oppositionsråd/1:e vice ordförande i kommunstyrelsen. 1988–1991 var han ledamot av landstingsfullmäktige i Skaraborg och hade fram till 1998 flera olika nämnds- och styrelseuppdrag inom Landstinget Skaraborg samt därefter 1998–2006 i Västra Götalandsregionens kulturnämnd.
Valdes 2022 till ordförande för Hela Sverige Skaraborg. Är sedan 2016 ledamot av styrelsen för Axevalla folkhögskola. Sedan 2024 ordförande för Föreningen Vara Konserthus Vänner.
Bokutgivning: 
- "Att ta saken i egna händer - tio reportage om de nya kooperativen" (1981, Förlaget By och Bygd), författare Per Gustafsson och Peter Svensson.
- "Framkallat" (2001, Tidningen Impuls, med Thron & Sara Ullberg, Mats Nilsson)
- "Kooperativa företag växer och blir fler" (2018, Coompanion). 
- "Tolv strategiska vägval" (2022, Studieförbundet Vuxenskolan) - "Läxhjälp - väg till integrering" (2024, After School Club)